# Zavkhan
Zavkhan (mongolsk: Завхан, tr. Zavkhan) er en provins i det vestlige Mongoliet. Provinsen har totalt 89 999 indbyggere (2000) og et areal på 82 500 km². Provinshovedstaden er Uliastaj.

## Administrativ inddeling
Provinsen er inddelt i 14 distrikter (sum): Aldarhaan, Asgat, Bayanhayrhan, Bayantes, Dörvöljin, Erdenehayrhan, Ider, Ih-Uul, Nömrög, Otgon, Santmargats, Shilüüstey, Songino, Telmen, Tes, Tosontsengel, Tsagaanchuluut, Tsagaanhayrhan, Tsetsen-Uul, Tüdevtey, Urgamal, Yaruu og Zavhanmandal.